# David Mangin
Pour les articles homonymes, voir Mangin.
 (janvier 2016).
Si vous disposez d'ouvrages ou d'articles de référence ou si vous connaissez des sites web de qualité traitant du thème abordé ici, merci de compléter l'article en donnant les références utiles à sa vérifiabilité et en les liant à la section « Notes et références ».
David Mangin, né en mai 1949 à Paris, est un architecte et urbaniste français. 
Grand prix de l'urbanisme 2008, enseignant puis président du conseil d'administration à l’École d’architecture de Versailles puis Professeur émérite à l'École d'architecture de Marne-La-Vallée et à l'École nationale des ponts et chaussées.

## Biographie
David Mangin naît en mai 1949 à Paris, il est diplômé en architecture en 1976 à l'École d'architecture de Paris-Belleville.
Architecte-urbaniste associé à la SEURA depuis 1989 (Florence Bougnoux, Jean-Marc Fritz), il participe entre autres à l'aménagement d'espaces publics à Paris, Bordeaux, Marseille, Lille, Toulouse, Mulhouse, Romans, Castre, Genève, Ferney-Voltaire, Saint-Étienne, etc.
Il travaille sur de grands projets urbains et métropolitains : Les Halles à Paris, le quartier Pont de l'Âne-Monthieu à Saint-Étienne, l’écoquartier du Raquet à Douai, la ZAC TGV à Mulhouse, le Secteur Seine Ardoines à Vitry, la ZAC Toulouse Aérospace, le projet du haut de la Rue nationale à Tours, l'atelier « Territoires économiques » pour le ministère de l'Écologie, l'aménagement des espaces publics emblématiques de la ville à Pessac.
Depuis 2011, il travaille sur les projets de conception et réalisation des aménagements et équipements d'Aérospace Campus à Toulouse,, le projet stratégique de développement transfrontalier Ferney-Voltaire-Grand-Saconnex, il a participé à la consultation de préfiguration Aix-Marseille Provence Métropole, Mission assistance auprès du CSTB pour les Ecos-cités en Chine.
Avec la SEURA, il a participé à la réalisation de nombreux projets de logements (Brulon-Citeaux, Les Lilas, Grande-Synthe, Rouen, Lille, Nanterre, Montigny-lès-Cormeilles, etc.).
Il participe à la consultation internationale sur le Grand Paris au sein du groupe Descartes pour l'AIGP1, puis à la tête de l'équipe SEURA pour l'AIGP2 : Habiter le Grand Paris (saison 1) et Système métropolitain (saison 2). 
Actuellement[Quand ?] il travaille sur la consultation internationale sur le devenir du périphérique et des autoroutes. 
Il a été membre des conseils scientifiques du Plan Urbanisme Construction Architecture (PUCA) et de l'AIGP et membre de la rédaction de la Revue d'urbanisme et de la Fabrique de la Cité (groupe Vinci), membre du Conseil national de l'enseignement supérieur et de la recherche (CNESER)
Les carnets de croquis réalisés lors de ses voyages ont été exposés et publiés.
Sa réflexion à l'échelle des grands territoires de l'urbanisation contemporaine plaide pour passer d'un urbanisme de produit à un urbanisme en projet développé ses deux ouvrages : La Ville franchisée, formes et structures de la ville contemporaine et La Ville passante.
Il coordonne un travail sur les Rez de Ville qui a donné lieu à deux séminaires, à l'École d'architecture de Marne-la-Vallée en février 2019 et à l'ETSA Barcelone en février 2022.
Il prépare un ouvrage Le Droit au rez de ville, à paraître en 2023.
Il a conçu avec la SEURA le quartier Montaudran Aerospace à Toulouse dont ils[Qui ?] assurent le suivi, la réalisation des espaces publics et des projets de bâtiments.
- 2020-2022 : Étude urbaine pour la restructuration de la RD d'entrée de Montigny-lès-Cormeilles Toulouse ; coordination urbaine, faisabilités, espaces publics, architecture.
- 2018-2019 : Consultation Internationale sur le devenir des autoroutes, du boulevard périphérique et des voies rapides ou structurantes du Grand Paris.
- 2019 : Concours pour la construction du Knowledge Center sur le site de la foire internationale de Tripoli au Liban, avec Hala Younes.
- 2017 : Aménagement de la place Soult à Castres[10]
- 2017 : Mission d’assistance auprès du CSTB pour des prestations d’architecte-urbaniste sur des Ecos-cités en Chine[11].
- 2016-2018 : Programme de recherche sur les rez-de-ville : « formel / informel, besoin des deux »[12] (Afrique (Rabat / Salé, Lomé, Ibadan, Douala, La Caire), Europe (Paris / Grand Paris, Vienne, Berlin, Moscou, Guadeloupe), Amérique du Sud (Sao Paulo, Santiago du Chili, Valparaiso), Asie (Singapour, Macao, Shenzhen, Pékin, Hong-Kong, Ahmedabad, Calcutta), Amérique du Nord (Miami, Chicago, Pittsburg)
- 2016-2017 : Programme de recherche sur les rez-de-ville : « formel / informel, besoin des deux »[12] (Afrique (Rabat / Salé, Lomé, Ibadan, Douala, La Caire), Europe (Paris / Grand Paris, Vienne, Berlin, Moscou, Guadeloupe), Amérique du sud (Sao Paulo, Santiago du Chili, Valparaiso), Asie (Singapour, Macao, Shenzhen, Pékin, Hong-Kong, Ahmenadabab, Delhi, Calcutta), Amérique du nord (Miami, Chicago, Pittsburg)
- 2015 : Participation à la mission de préfiguration Aix Marseille Provence Métropole[13].
- 2012-2014 : Grand Paris – AIGP2 – Grand Paris pour une métropole durable, Genève – Ferney-Voltaire – Projet stratégique de développement transfrontalier Ferney-Voltaire Grand Saconne.
- 2014 : Prix de Beffrois de la création 2014 pour le projet du jardins Valmont, Anzin[14], catégorie aménagement, et  le projet de 45 logements et commerces à Grande Synthe[15], catégorie construction neuve,
- 2009-2011 : Atelier « Territoires économiques ». Ministère de l’écologie Toulouse – Conception et réalisation des aménagements et équipements d’Aerospace, campus. Maîtrise d’œuvre des espaces publics et maîtrise d’œuvre urbaine, Nice – Plaine du Var – Étude de définition de stratégie urbaine, Vitry – Les Ardoines – Élaboration d’un plan-guide sur le secteur des Ardoines, Mulhouse – Zac de + parvis et parking – Maîtrise d’œuvre des espaces publics et maîtrise d’œuvre urbaine.
- 2008 : Le grand pari de l’agglomération parisienne, Saint Étienne, – accord-cadre de maîtrise d’œuvre urbaine pour la requalification du Pont de l’Ane Monthieu, Aménagement des espaces publics emblématiques de la ville - Pessac (Projet lauréat), Élaboration du schéma directeur de la zone levier no 11 Sachaerbeek-formation – Bruxelles, Concours d’idées « Doniambo propre » - Nouméa, Requalification urbaine du centre-ville – Fontainebleau Projet urbain de reconversion du site des Prés-de-Vaux – Besançon, Triangle de Gonesse (EPA France) – Concours, Définition d’un schéma directeur d’aménagement de la zone commerciale nord de Lampertheim – Mundolsheim – Vendenheim (Communauté Urbaine de Strasbourg) Requalification de 23 en traversée d’Angers entre le pont de l’atlantique et l’échangeur autoroutier de St Serge (Ville d’Angers) Étude d’un projet d’aménagement du site du Renard - Montpellier, Mériadeck (Bordeaux).
- 2004 : Aménagement du quartier des Halles (Ville de Paris), Paris 1er.
- 2004 : Aménagement du carrefour A7/Leclerc - Place Marceau, (Établissement Public Euro Méditerranée), Marseille, projet lauréat.
- 2003-2005 : Aménagement du cours du Chapeau Rouge (CU Bordeaux), Bordeaux, projet lauréat.
- 2003 : Anzin, nouvelle centralité multi-modale (Valenciennes) – projet lauréat.
- 2002 : Étude de définition pour le projet Seine-Arche, Nanterre.
- 2001 : Étude de définition pour l’aménagement de la gare d’Austerlitz Sud, Paris.
- 2000 : Aménagement de la place des Buisses, Lille.
- 1998 : Rénovation de la gare Denfert-Rochereau, Paris
- 1992 : Promenade des boulevards Richard-Lenoir et Jules-Ferry, Paris

### Bâtiments
- 2018-2019 : Construction d’un groupe scolaire et d’un gymnase à Montigny-Lès-Cormeilles Construction de 33 logements et commerces - Tours Construction de 63 logements - Elbeuf Construction de 98 logements à Montigny-Lès-Cormeilles Construction d’une tour de 77 logements et 121 logements étudiants Toulouse Cogedim
- 2018 : Groupe scolaire de 14 classes et d’un gymnase semi-enterré dans la ZAC de la Gare à Montigny-Lès-Cormeilles (95).
- 2017 : Projet de 96 logements (Bouygues Immobilier) - Montigny-lès-Cormeilles .
- 2016 : Projet de réaménagement de la gare SNCF - Saint Nazaire.
- 2016 : Projet de réhabilitation logements sociaux – rue de Daubigny Paris 17e pour le compte de la RIVP.
- 2016 : Projet de 76 logements en accession, 122 logements en résidence étudiante ( Altarea COGEDIM) - ZAC Toulouse Montaudran Aérospace.
- 2015 : Conception d'un complexe de 15 étages - Toulouse.
- 2015 : Centr’Halles Park ( Projet d’équipement sportif PARKOUR s’inscrivant dans le cadre du projet de rénovation du quartier des Halles) - Paris.
- 2015 : Passerelle – Noisy le Grand ( Création d'une passerelle du pôle multimodal de Noisy le Grand pour la requalification des abords de la gare routière ».
- 2014 : Opération de construction de 90 logements Héliolille - Lille.
- 2014 : Projet ’abri à vélos de 200 places, en libre-service et accessible 24 heures sur 24, pour renforcer le pôle d’échange multimodal de la Gare Mulhouse TGV.
- 2014 : Projet de Parking (427 places) dans la Zac Gare TGV de Mulhouse.
- 2013 : Opération de construction de 111 logements sociaux + résidence étudiante de 92 appartements, commerces, parking public - Nanterre.
- 2013 : Opération de construction de 82 logements sociaux + 35 logements en accession + 1 résidence étudiante de 147 logements - ZAC Aubette Martainville – Rouen.
- 2011 : Opération de construction de 79 logements + bureaux + Parikng. Les Lilas.
- 2008 : Opération de construction de 45 logements en démarche environnementale globale – Grande Synthe.
- 2008 : Construction de 12 logements sociaux, d’un parc de stationnement et d’un hôtel artisanal, Paris – Grand Prix SIMI 2008.
- 2006 : Rénovation d'appartements, rue de Rome, Paris (RIVP).
- 2006 : Construction d'immeubles à usage d'activités, de bureaux et de commerces - Zone d'activités de Pierrefitte - Villetaneuse.
- 2006 : Requalification de la cour no 12 - Site de Saint-Denis la Plaine (ICADE EMGP).
- 2006 : Réhabilitation d'un immeuble de logements, rue Colbert (SAGI), Paris.
- 2005 : Requalification des voies attenantes à l'ancienne gare militaire à Pierrefitte-sur-Seine et Villetaneuse.
- 2003 : Rénovation d'immeuble - rue de Londres (SAGI), Paris.
- 2003 : Rénovation d'immeuble - rue Legendre (SAGI), Paris.
- 2003 : Rénovation d'une partie des bâtiments groupés 208-209 - site d'Aubervilliers (Compagnie EMGP).
- 2003 : Rénovation du bâtiment 131 - site de Saint-Denis la Plaine (Compagnie EMGP).
- 2003 : Transformation de l'ancienne gare militaire en zone d'activités - Pierrefitte / Villetaneuse (Compagnie EMGP).
- 2000 : Logements ZAC Alésia Montsouris, Paris.
- 1994 : Logements, Rosny-sous-Bois.

## Enseignements
- Président du Conseil d'Administration de l’École d'Architecture de Versailles de 1995 à 1999
- Enseignant à l’école d’architecture de Versailles de 1980 à 2000
- Professeur invité à l’École d'Architecture de Singapour (NUS) entre 1997 et 2000
- Professeur invité à la Faculté Mackenzie de São Paulo 2015
- Séminaire : Le phénomène urbain: construire la ville de demain. ENA. 2009
- Enseignant au DSA d’architecte-urbaniste depuis 2005
- Professeur à l’École des Ponts et Chaussées du cours de projet urbain depuis 1998 et au Master - Amur de 1996 à 2004
- Responsable du master « Paris Métropole » et chargé de cours
- Professeur à l’École d'Architecture de la ville et des territoires à Marne-la-Vallée depuis 2000
- Professeur emerite depuis 2020 à l’Ecole d’Architecture de la Ville et des Territoires Paris-Est
- membre du Conseil d’Administration de l’Ecole d’Architecture de la ville et des territoires Paris-Est, 2016 à 2020

## Distinctions
- 1995 : Palmarès de l’architecture de la SCIC.
- 2004 : Lauréat de la consultation internationale pour le quartier des Halles à Paris.
- 2004 : Lauréat du prix La Ville à Lire 2004 décerné par France Culture et la revue Urbanisme[16]
- 2005 : Mentionné pour le prix du livre d’architecture
- 2008 - Grand Prix de l'urbanisme
- 2018 - Prix Eco-cité – Conférence Internationale sur le Bâtiment Durable 2018 en chine [17]

## Publications

### Ouvrages
- Du périphérique à l’espace public, un ruban vert pour le Grand Paris, FMGP, 2019
- Mangroves urbaines. Du métro à la ville : Paris, Montréal, Singapour (avec Marion Girodo), La Découverte, 2016
- Le Maire, L’Architecte, Le Centre-Ville… Et Les Centres Commerciaux, mai 2017 - Éditeur : Books on Demand
- Desire Lines. 1 200 dessins et croquis, Éditions Parenthèses, 2014
- Du Far West à la ville. L’urbanisme commercial en questions, Éditions Parenthèses, 2014
- Paris/Babel. Une mégapole européenne, Éditions de La Villette, 2013
- Agir sur les grands territoires (avec Ariella Masboungi), Éditions Le Moniteur, 2010
- La ville passante (sous la direction d’Ariella Masboungi), Éditions Parenthèses, 2008
- Les Halles, villes intérieures (avec JM Fritz et Florence Bougnoux), Éditions Parenthèses, 2008
- La ville franchisée. Structures et formes urbaines de la ville contemporaine, Éditions de la Villette, 2004
- Projet urbain (avec P. Panerai et J.-C. Castex), Éd. Parenthèses, 1999

### Recherches
« Rez-de-ville 2020 : inventaire, enquêtes, invention », sous la direction de David Mangin, recherche exploratoire I-Site FUTURE, O.C.S., 2020 ,
« Formel / Informel, Atlas comparé des rez-de-ville », recherche exploratoire, O.C.S, I-Site, 2019
« Mangroves urbaines », EAv&T dans le cadre du séminaire Paris/Babel et SEURA architectes depuis 2012
« De l’autoroute à la maison » (avec Ph. Renoir et séminaire EAVT 2002), Recherche PREDIT, 2004
« Structures et formes de la ville contemporaine », Recherche PUCA, 2000
« Le mur diplomatique » (avec H. Bresler, Y. Keromnès et V. Sabatier), Recherche DAPA, 1985
« Le temps de la ville » (avec Ph. Panerai), Recherche DAPA, 1995

## Famille
David Mangin est le fils du compagnon de la Libération Stanislas Mangin et le petit-fils du général Mangin et du ministre René Pleven.